# NGC 4933
NGC 4933 (również IC 4176 lub PGC 45146) – galaktyka spiralna (S0-a), znajdująca się w gwiazdozbiorze Panny. Odkrył ją William Herschel 9 maja 1784 roku. Jest w trakcie kolizji z galaktyką IC 4173, razem stanowią one obiekt Arp 176 w Atlasie Osobliwych Galaktyk. Prawdopodobnie z parą tą jest fizycznie związana trzecia, mniejsza galaktyka PGC 45143.